# 上施托肯
上斯托肯是瑞士的城鎮，位於該國中西部，由伯恩州負責管轄，面積4.12平方公里，四成土地是森林，海拔高度691米，2011年人口277，人口密度每平方公里67人。